# 路易·贝尔诺
路易·贝尔诺（法語：Louis Bernot，1892年—？），法国男子举重运动员。他曾代表法国参加1920年夏季奥林匹克运动会举重比赛，获得男子82.5公斤以上级铜牌。